# Telamona balli
Telamona balli är en insektsart som beskrevs av Frederick Byron Plummer. Telamona balli ingår i släktet Telamona och familjen hornstritar. Inga underarter finns listade i Catalogue of Life.